# Remolque de bicicleta

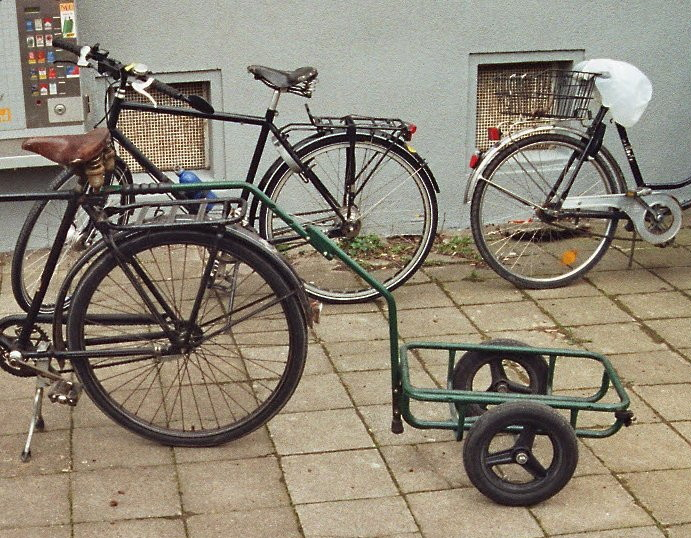
Remolque para cargas pequeñas

El remolque de bicicleta  o remolque para bicicleta es un tipo de remolque que permite llevar cargas de cierto volumen usando una bicicleta. Este equipo se expande mucho utilidad de la bicicleta sobre una base diaria, ya que permite transportar cargas de un volumen y peso considerable. Según sea su diseño (tanto de una como de dos ruedas) puede servir para llevar animales o incluso personas. En los países con redes bicicleta o Cicloturismo se ha desarrollado un tipo de remolque de bicicleta que se utiliza para el transporte de niños y para mensajeros en aplicaciones urbanas.
Se trata de una solución de movilidad urbana bastante difundida países europeos, es decir Benelux Dinamarca Alemania Inglaterra y Francia y también en EE. UU. y Canadá.

## Véase también

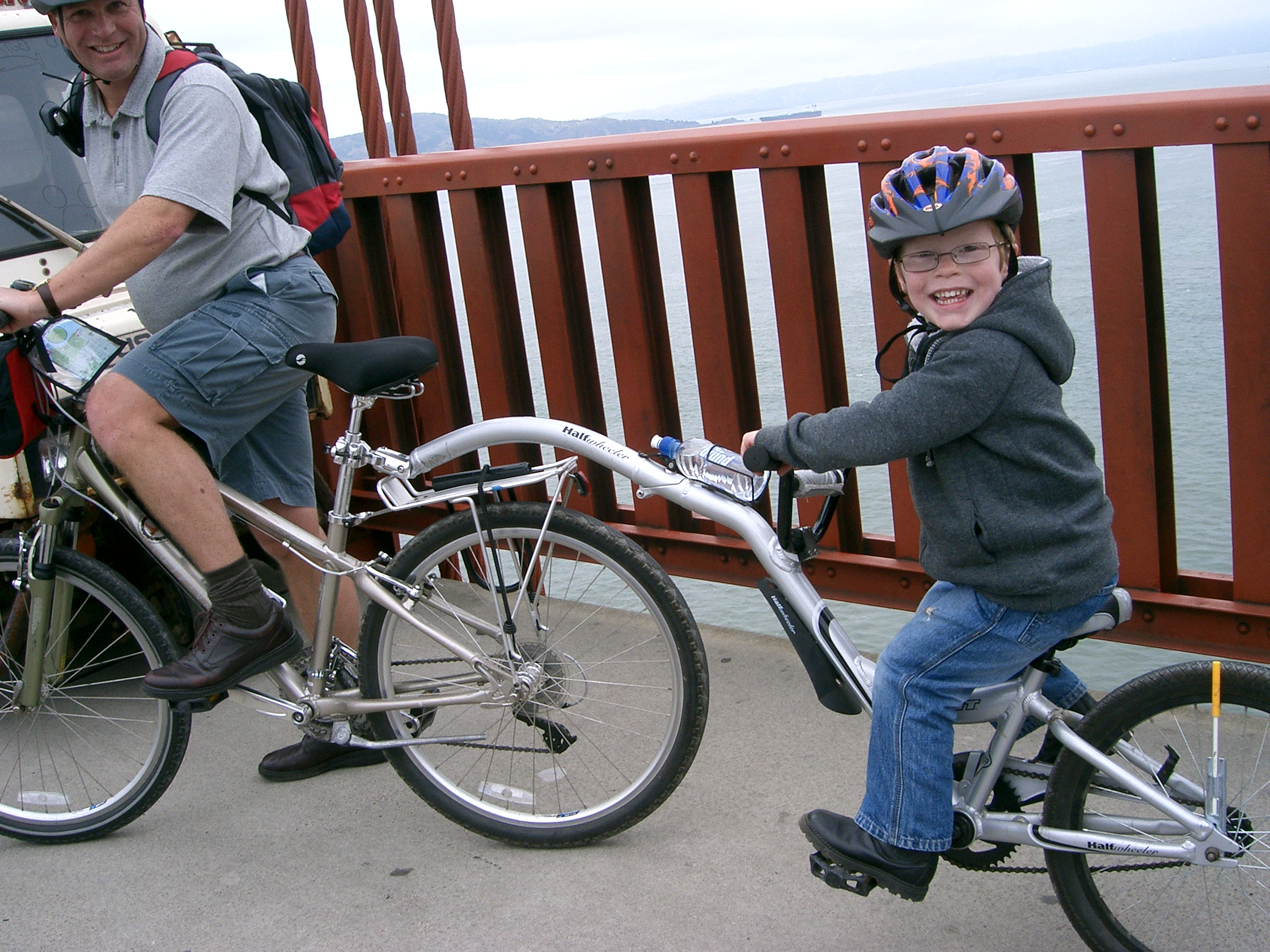
Remolque con propulsión trasera (también denominado "semi-ciclo") para niño